# 法恩寺山有料道路

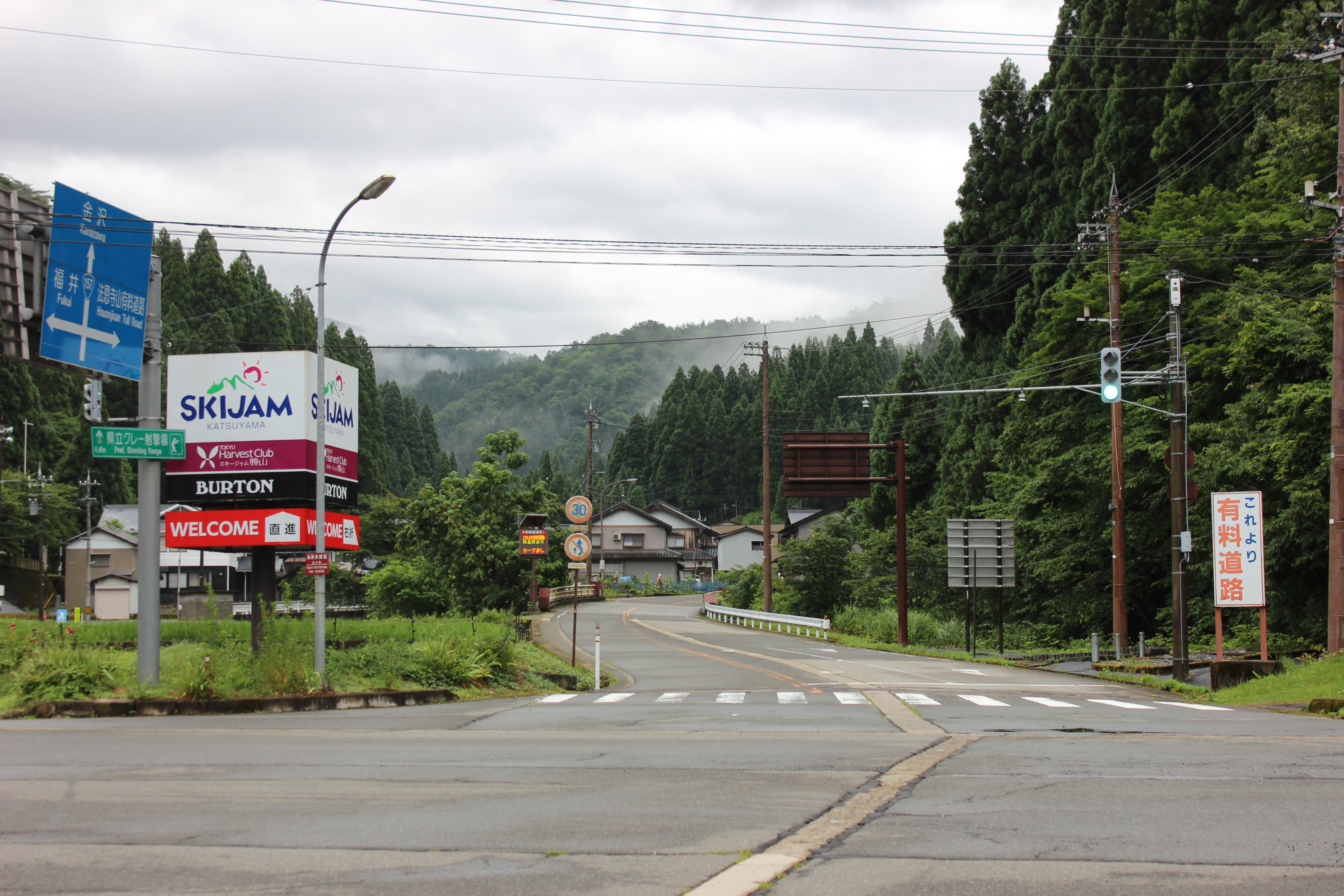
法恩寺山有料道路入口（福井県勝山市村岡町）

法恩寺山有料道路（ほうおんじさんゆうりょうどうろ）は、福井県勝山市村岡町（むろこちょう）暮見から同市170字（スキージャム勝山）に至る、延長6.6kmの一般有料道路（道路整備特別措置法上の有料道路）であった。福井県道路公社が管理していた。正式の路線名は勝山市道5-47号線。料金徴収期限満了に伴い2022年10月1日より無料開放された。

## 概要
国道157号とスキージャム勝山を結ぶアクセス道路として1992年（平成4年）10月1日に開通。通り抜けが不可能な道路となっている。当道路の料金徴収期限満了に伴い、道路を管理する福井県道路公社は管理する一般有料道路がなくなることから地方道路公社法の規定に基づき、2022年（令和4年）9月30日に解散した。公社解散後の同年10月1日から、道路管理が勝山市へ移管された。

## 歴史
- 1988年（昭和63年）12月27日 - 道路建設に着手[2]。
- 1992年（平成4年）
  - 9月30日 - 道路整備が完了[2]。
  - 10月1日 - 供用開始[2][5]。
- 2022年（令和4年）10月1日 - 料金徴収期限満了により無料化[3][4][8][9]。同時に道路管理を勝山市へ移管[4][9]。

## 通行料
いずれも往復料金となっている（無料化前の2022年時点）。冬季は通行料のほかに除雪協力金（スキージャム勝山の駐車場代も含む）が別途加算される。
- 普通車（普通自動車、乗車定員29人以下のマイクロバス）：820円[1]（冬季は1,350円）
  - 2020年・2021年の冬季は、コロナ禍で縮小した観光需要を喚起するため、福井県民限定で平日の通行料を無料にした（県内で配布のチラシ持参かつ運転免許証などの身分証明書の提示が必要、除雪協力金は別途加算）[11][12]。
- 大型車I（乗車定員29人以下の中型バス、路線バス、車両総重量25トン以下の貨物自動車）：1,280円（冬季は2,070円）
- 大型車II（乗車定員30人以上の大型バス、車両総重量25トンを超える貨物自動車、大型特殊自動車）：3,000円（冬季は4,250円）
- 軽車両等：80円

無料開放後は冬季のみ駐車場代および除雪協力金として1000円がかかる。

## 接続道路
- 国道157号

## 利用状況
2018年度（平成30年度）の利用状況は以下のとおりとなっている。
- 総通行台数：206,196台
- 普通自動車：203,382台
- 大型車（I） : 722台
- 大型車（II）：1,872台
- 軽車両等：220台